# Nyagihundo
Nyagihundo är ett vattendrag i Burundi.   Det ligger i provinsen Gitega, i den centrala delen av landet, 70 km öster om huvudstaden Bujumbura.
Omgivningarna runt Nyagihundo är en mosaik av jordbruksmark och naturlig växtlighet. Runt Nyagihundo är det tätbefolkat, med 343 invånare per kvadratkilometer.